# Etmopterus dislineatus
Etmopterus dislineatus  (лат.) — вид рода чёрных колючих акул семейства лат. Etmopteridae отряда катранообразных. Обитает в западной части Тихого океана на глубине до 800 м. Максимальный зарегистрированный размер 45 см. Тело очень стройное, вытянутое. У основания обоих спинных плавников имеются шипы. Анальный плавник отсутствует. 

## Таксономия
Впервые вид был описан в 2002 году. Голотип —   взрослый самец длиной 44,8 см, пойманный на плато Квинсленд в Коралловом море на глубине 695 м (17° 00' ю. ш. и 151° 02' в. д.). Паратипы: взрослый самец длиной 41 см, пойманный там же на глубине 792—802 м и 2 взрослых самца длиной 36,4 см и 38,8 см, пойманные у берегов Австралии (22° 57' ю. ш. и 154° 22' 1 в. д.) на глубине 590—606 м . Видовое название происходит от слов лат. dis — «богато», «обильно» и лат. lineatus — «облицованный», «линованный». 

## Ареал
Etmopterus dislineatus обитают в западной части Тихого океана, в Коралловом море. Эти акулы встречаются на материковом склоне на глубине от 590 до 802 м. 

## Описание
Максимальный зарегистрированный размер составляет 44,8 см. Тело вытянутое, очень стройное, хвостовой стебель удлинён. Окраска спины и брюха сильно контрастирует: верхняя половина тела покрыта тонкими горизонтальными полосами тёмного цвета, которые на нижней стороне тела образуют серии пятнышек и точек. Посередине хвостового стебля расположена тёмная вентральная седловидная отметина. Голова сравнительно короткая, её длина составляет менее 21% от общей длины. Хвостовой стебель удлинён и составляет более 23% от общей длины тела. Глаза узкие, на верхнем веке имеется бледное пятно. Тело плотно покрыто плакоидными иглообразными чешуйками, не образующими ровных рядов. Позади глаз имеются крошечные брызгальца. У основания обоих спинных плавников расположены шипы. 
На верхней челюсти имеется 3 ряда функциональных зубов, а на нижней один ряд. Верхние и нижние зубы имеют разную форму. Верхние зубы маленькие, торчащие, оканчиваются несколькими зубцами (у самок в среднем 3 зубца, реже 5, у самцов 7—9), центральный зубец шире прочих. Нижние зубы лишены зазубрин, они подобны лезвиям и сцеплены основаниями между собой. 

## Биология
Etmopterus dislineatus, вероятно, размножаются яйцеживорождением. Наименьший размер взрослого самца составляет 33,5 см. Пойманный самец длиной 33 см был неполовозрелым.

## Взаимодействие с человеком
Вид не имеет коммерческой ценности. В ареале глубоководный рыбный промысел практически отсутствует. Международный союз охраны природы присвоил этому виду статус сохранности «Вызывающий наименьшие опасения».